# Campeonato Paraibano de Futebol
O Campeonato Paraibano de Futebol, atualmente denominado Campeonato Paraibano Unipê por razões de patrocínio, é uma competição de futebol no estado da Paraíba, que atualmente conta com a participação de dez clubes da elite do futebol estadual, os quais disputam anualmente um torneio misto em sistema de acesso e descenso, cuja organização e realização cabe à Federação Paraibana de Futebol (FPF). O torneio teve sua primeira edição amadora e não oficial em 1908, tendo se transformado oficialmente em campeonato estadual possivelmente a partir da temporada de 1919, embora que há quem afirme que a temporada de 1917 foi a primeira oficial, ao passo que somente da temporada de 1938 em diante é que passou a contar com a participação de equipes do interior do estado e em 1960 tenha se tornado profissional.
Desde a temporada de 1919 um total de 78 equipes já disputaram a Primeira Divisão do Campeonato Paraibano, sendo a Picuiense a mais nova equipe a ingressar nesse grupo, que, além de definir o campeão estadual, também qualifica clubes locais para participarem de torneios regionais e nacionais, sob a tutela da Confederação Brasileira de Futebol (CBF), sendo que para a temporada de 2024, a Paraíba, que ocupa a 16.ª posição no ranking das federações da CBF, tem direito a três vagas na Copa do Nordeste, duas vagas na Copa do Brasil e também duas vagas no Série D do Campeonato Brasileiro, além de uma vaga assegurada ao Botafogo-PB na Série C, garantida por qualificação via Série C de 2023.
O Sousa é o atual campeão do torneio, tendo vencido a edição de 2024 e a edição de 2025 (OBS: Dos 2 de 4 dos títulos do Sousa, foram títulos consecutivos) assegurar o seu 4° título, contudo o Botafogo de João Pessoa, que é o atual vice-campeão e detém a maior quantidade de conquistas, 30 no total; seguido pelo Campinense, que possui 22 títulos; e o Treze, com 17 títulos, juntos, os três clubes recebem a alcunha de "Trio de Ferro" da Paraíba, devido às suas histórias de conquistas e rivalidades. As participações do Trio de Ferro, bem como as dos demais clubes ao longo dos mais de cem anos de história, ajudaram o Campeonato Paraibano a se firmar como um dos mais tradicionais do país, contribuindo com parte da cultura esportiva paraibana, sustentando valores e identidades locais e proporcionando momentos memoráveis aos seus torcedores.

## História
Em 10 de janeiro de 1908, o estudante paraibano José Eugênio Soares que conhecera o futebol no Rio de Janeiro onde estudava medicina, retornou de férias à cidade da Paraíba (como era conhecida na época a atual João Pessoa), junto com alguns amigos cariocas e trazendo consigo uma bola de futebol, os quais fundaram o Club de Foot Ball Parahyba e passaram a realizar partidas de futebol num campinho improvisado no Sítio do Coronel Manoel Deodato, atual Praça da Independência. É possível que anterior a 1908 já houvesse na Paraíba o conhecimento da prática do futebol, principalmente entre as famílias mais abastadas do local, uma vez que a presença de funcionários da ferrovia Great Western of Brazil Railway leva a crer que cidadãos ingleses e pessoas próximas já praticavam o esporte como forma de entretenimento, contudo, considera-se que a primeira partida de futebol no estado ocorreu no dia 15 de janeiro de 1908 entre integrantes do recém formado Club de Foot Ball Parahyba, os quais se dividiram entre "Equipe Norte" e "Equipe Sul", em referência ao local de nascimento dos jogadores.
O senhor Frederico Voldkes, funcionário da Great Western, ajudou os futebolistas locais a definirem as regras das partidas de futebol, na altura em que a primeira edição de um torneio envolvendo clubes da cidade concluiu com o Parahyba Foot Ball Club erguendo o troféu de campeão, sendo descrita como a primeira equipe a ser campeã estadual. Os clubes que participaram das primeiras edições de campeonatos de futebol na Paraíba eram todos ligados à elites, pois, o esporte apresentava-se como símbolo de modernidade, cuja prática era incentivada em colégios e internatos onde estudavam os filhos dos ricos ou nos clubes sociais e o futebol praticado também era bem diferente do atual, o qual envolvia mais técnica pessoal do que trabalho em conjunto, somado a isso, o campeonato consistia em uma série de jogos envolvendo os diversos clubes, sendo declarado campeão ao final da temporada o clube que tivesse conseguido mais triunfo sobre os demais, o qual era apontado por aclamação.
Em  5 de março de 1914, na fundação da Liga Parahybana de Foot Ball que passou a orientar e disciplinar os torneios envolvendo os clubes da localidade, mas sem organizar o campeonato. Em 1917, José Bezerra Cavalcanti, prefeito da Cidade da Paraíba (atual João Pessoa), interditou a prática do esporte no campo do Sítio do Coronel Manoel Deodato, forçando os adeptos da modalidade a procurarem outros locais para a prática desportiva, tais como o campo do Sítio Roger, o da Estrada dos Macacos (atualmente parte das avenidas Coremas e Pedro II) e um campo onde atualmente fica a Avenida João Machado, foi nesse contexto que estudantes do Colégio Pio X conquistaram o torneio entre clubes paraibanos daquele ano, considerado o primeiro torneio oficial em alguns registros, muito embora somente dois anos depois tenha sido criado a Liga Desportiva Paraibana.
O abandono em que se encontrava o torneio desagradava aos seus envolvidos que em busca de uma forma para modernizá-lo, reuniram-se em 3 de maio de 1919 na sede do jornal "O Norte", extinguindo a Liga Parahybana de Foot Ball e criando a "Liga Desportiva Parahybana" (LDP), filiada à  Confederação Brasileira de Desportos (CBD) no ano de 1925, que visava organizar e promover de forma oficial a realização do campeonato, feito que passou a acontecer até a edição de 1940. O primeiro jogo sob supervisão da recém formada instituição, ocorreu em 25 de maio de 1919, entre o Sport Club Cabo Branco e o Royal, concluído com o placar de 1–0, naquele mesmo ano, o título da primeira edição oficial do Campeonato Paraibano ficaria com o Palmeiras Sport Club, ao passo que o Sport Club Cabo Branco conquistaria no ano seguinte o troféu de campeão estadual, que novamente viria a ser Palmeiras Sport Club na temporada de 1921, quando o clube conquistou o bicampeonato.
Em 1922 o Campeonato Paraibano deu espaço ao Torneio Centenário da Independência do Brasil, vencido pelo Pytaguares Foot Ball Club, o qual por vezes é considerado título estadual, embora não haja consenso uma vez que a LDP encontrava-se inativa naquele período e não realizou torneio naquele ano. Já em 1923, o torneio retorna e tem o América Foot Club como vencedor, clube que junto com o Palmeiras SC e o SC Cabo Branco (surgido a partir de antigos sócios do extinto Club de Foot Ball Parahyba) passam a dominar as edições posteriores do Campeonato, dividindo entre si os títulos das edições realizadas até 1929, quando, após o assassinato do presidente de estado, João Pessoa e as dificuldades de se organizar um campeonato em meio à Revolução de 1930 levaram o torneio a ser cancelado por um ano.
O campeonato voltou a ser disputado na temporada seguinte, em 1931, e as edições posteriores viram somente o SC Cabo Branco e o Palmeiras SC como únicos clubes a levantar a taça, revezando-a até a edição de 1935. O Botafogo de João Pessoa estreou no campeonato na temporada de 1934; o clube, que no decorrer das temporadas posteriores firmou-se como o maior vencedor do torneio, alcançou o vice-campeonato na temporada de 1935, seguindo-se de uma sequência de três títulos: 1936, 1937 (conquistado de maneira invicta) e 1938 sendo que a temporada de 1938 foi a última a permitir a participação apenas de clubes filiados à Liga Pessoense de Futebol.
O futebol se espalhou rapidamente pelo estado nos anos seguintes à sua chegada, estreando em Campina Grande em 1910 e no Sertão do estado na década de 1920, inclusive com o registro da formação dos primeiros clubes no interior, a exemplo do Umbuzeiro Foot Ball Club, de Umbuzeiro, fundando em maio de 1922; do Sabugy Foot Ball Club, de Santa Luzia, fundado em abril de 1923; do Vila Branca Sport Club, de Solânea, fundado em 1924; e do Treze Futebol Clube, fundado no ano seguinte, que viria a ser o primeiro clube fora da Grande João Pessoa a participar da disputa do Campeonato. As duas temporadas seguintes viram os primeiros títulos de dois clubes de relevante história no estado: o Auto Esporte-PB, em 1939; e o Treze de Campina Grande, em 1940, cuja conquista figurou como a primeira de um time do interior do estado, numa edição que viria a ser a última organizada pela LDP, na medida em que o Decreto-Lei n.° 3.199 de 1941 extinguiu as ligas estaduais, entre elas, a Liga Desportiva Parahybana, instituindo a partir de então as federações que ficaram subordinadas ao Conselho Nacional de Desportos, visando a modernização do futebol nacional.
O Decreto-Lei de 1941 de Getúlio Vargas criou a Federação Desportiva Paraibana, que passaria a organizar o Campeonato Paraibano entre os anos de 1941 até 1946, e logo no primeiro ano da Federação Desportiva o Treze conquistou o seu bicampeonato ao vencer a temporada de 1941. A gestão esportiva do estado continuou sem conseguiu atender aos interesses dos clubes e levou a divergências com alguns clubes como o Botafogo, que ainda em 1941 resolveu se afastar da liga e do Campeonato Paraibano por um período que durou dois anos.
Os atletas do Botafogo em 1942 e 1943 disputaram o campeonato pelo Astréa e acabaram por conseguir o bicampeonato para o clube, mas em 1944 e 1945 voltaram a disputar o torneio pelo Belo, conquistando também o bicampeonato, havendo ainda, no período, espaço para o título do Felipeia na temporada de 1946, o único até hoje em sua história. A realização do campeonato permanecia prejudicada, implicando na edição de 1946 com a presença de apenas cinco clubes, tais problemas de gestão da Federação Desportiva Paraibana resultaram em sua desfiliação junto à Confederação Brasileira de Desportos no ano de 1946.
Com a desfiliação e extinção da Federação Desportiva Paraibana foi criada a Federação Paraibana de Futebol no dia 24 de abril de 1947, instituição que passaria a organizar o campeonato a partir de então e logo nos seus primeiros anos, entre 1947 e 1949 assistiu ao segundo tricampenato do Botafogo, com o Treze levando a melhor no torneio de 1950. Os problemas observados durante a época da Federação Desportiva continuaram na Federação Paraibana e a organização de torneios fico comprometida, a exemplo dos problemas que levaram ao cancelamento da temporada do Paraibano de 1951, vindo o campeonato a ser restabelecido no ano de 1952, quando o Botafogo seguiu tendo destaque na disputa estadual, rivalizando com o Auto Esporte quase todas as finais entre 1952 a 1959, período em que o Botafogo conquistou um tricampeonato nas temporadas 1953–1955 e um outro título em 1957, seguido das conquistas do Auto em 1956 e em 1958, cujos dois títulos foram conquistados em um único ano: 1958; pois, após disputas judiciais, as finais de 1956 foram marcadas para março de 1958, com o Auto derrotando o Belo em ambas partidas por 2–1, já a temporada de 1959 foi encerrada com o triunfo do Estrela do Mar, ao levantar a taça estadual pela única vez.
O ano de 1960 marcou o início da profissionalização do futebol paraibano, 19 anos após o decreto de modernização do futebol por meio do Decreto-Lei de 1941, com dois torneios ocorrendo ao mesmo tempo: um era a Divisão Extra de Profissionais, que a partir de 1961 passaria a se chamar Campeonato Paraibano da Primeira Divisão, onde apenas era permita ser disputada por clubes integralmente profissionais e o outro torneio com clubes mistos (amadores e profissionais) era a Divisão Mista, que promovia acesso à Primeira Divisão da temporada seguinte, mediante a escolha pela profissionalização, dando início à Segunda Divisão do Campeonato Paraibano, com edições tendo ocorrido até 1969, voltando a ter uma divisão de acesso apenas em 1991, com a Copa Integração. Logo no primeiro ano de profissionalização, o Campinense Clube estreou no Campeonato e apresentou um domínio inquestionável e dentro de campo para garantir não só o título daquele ano, mas também dos anos seguintes, sendo o único clube a ter conquistado um hexacampeonato consecutivo na história do torneio, entre 1960 e 1965,
A edição de 1975 também foi uma das edições em que o Trio de Ferro esteve no pódio, contudo, no decorrer do torneio o Campinense sofreu punição, recorrendo dela junto ao Superior Tribunal de Justiça Desportiva (STJD) e travando a continuidade do campeonato que àquela altura tinha o Botafogo como campeão do primeiro turno e o Treze como campeão do segundo. Não havendo final, a Federação Paraibana homologou o Botafogo e o Treze como campeões, porém o Campinense venceu no STJD a disputa judicial da qual havia recorrido, recuperando os pontos que havia perdido, o que lhe daria o título de um dos turnos. Em 2012, uma decisão do STJD deu ganho de causa ao Campinense, que declarou que iria encaminhar o documento para que a FPF homologasse a conquista, contudo, até hoje o clube não conseguiu o reconhecimento do título.
O hexacampeonato do Campinense e seus títulos posteriores, bem como o establishment de Botafogo e Treze como grandes clubes estaduais deu aos três o apelido de "Trio de Ferro" do futebol paraibano, uma vez que entre 1960 e 1984 apenas os três clubes puderam comemorar o título de campeão paraibano, incluindo mais um tricampeonato do Botafogo (1976–1978) e outro do Treze (1981–1983). O Campeonato Paraibano de 1985 acabou mais uma vez sendo decidido no campo judiciário, porém, para não gerar confusão quanto ao campeão a Federação Paraibana não declarou nenhum vencedor, ficando o título vago para aquele ano, nas oito edições seguintes do torneio (entre 1986 e 1993) foi observada a continuação de conquistas do Trio de Ferro, que acabaram por levar 5 títulos, enquanto que os outros três ficaram para o Auto Esporte.
No início da década de 1990, Rosilene Gomes, que na época estava presidente da Federação Paraibana de Futebol, idealizava a interiorização do futebol no estado, criando em 1990 a Copa Integração, um campeonato que contava com a presença de equipes amadores e profissionais e que teve disputadas duas edições, em 1990 e 1991, sendo que a Copa Integração de 1991 que teve o Sousa como campeão e a equipe do Atlético Cajazeirense como vice, dava o direito de disputarem a elite do Campeonato Paraibano do ano seguinte, mediante profissionalização. O sucesso do torneio logo aumentou o desejo de retornar com uma divisão de acesso para o Campeonato Paraibano, o que acabou acontecendo no ano seguinte, com a extinção da Copa Integração e realização da primeira edição profissional da divisão de acesso denominada de Campeonato Paraibano de Futebol da Segunda Divisão no ano de 1992.
Apenas dois anos após chegar à Primeira Divisão, o Sousa Esporte Clube tornou-se o primeiro clube do sertão a consagrar-se campeão paraibano, levantando a taça no ano de 1994, ao passo que as duas temporadas seguintes (1995 e 1996) também tiveram como vencedor um clube do interior, ficando com o Santa Cruz de Santa Rita o bicampeonato estadual, que passou a taça para o Confiança de Sapé, campeão da edição de 1997. Os quatro anos seguidos de triunfos de clubes de fora do eixo João Pessoa–Campina Grande foram seguidos por bicampeonatos do Botafogo e do Treze nos anos de 1998–1999 e 2000–2001, respectivamente. A temporada de 1998 marcou o fim de um jejum de uma década do Botafogo, ao mesmo tempo que bateu um recorde de público do futebol paraibano, quando 44 268 pessoas se fizeram presentes no Estádio José Américo de Almeida Filho, em João Pessoa, para assistir a equipe local bater o Campinense, num recorde de público que permanece até os dias atuais.
Na edição de 2002 o título de campeão paraibano retornou mais uma vez ao Sertão do estado, quando o Atlético Cajazeirense levantou a taça naquele ano, ao derrotar o Botafogo na decisão, embora o clube pessoense declare-se campeão da referida edição, alegando a seu favor uma decisão do STJD que puniu o Atlético pela inscrição irregular de um jogador, em uma decisão que nunca foi reconhecida pela FPF. Após a conquista do Atlético em 2002, outros dois times sertanejos iriam comemorar títulos de campeão estadual na década de 2000, a começar pelo Nacional de Patos que logrou o seu primeiro e até então único da história do clube no ano de 2007, justamente sobre o Atlético Cajazeirense; e também o Sousa, que levantou a taça na edição de 2009, obtido frente ao Treze, contudo, a década de 2010 apresentou novamente um período de domínio do Trio de Ferro, tendo os três clubes conquistado todos os títulos estaduais entre 2010 e 2023 num total de cinco conquistas para o Botafogo, cinco para o Campinense e outras quatro para o Treze.
Em 2021 a Federação Paraibana organizou a primeira edição da Terceira Divisão estadual, que no ano seguinte teve o Pombal como campeão, passando posteriormente pela Segunda Divisão e estreando em 2024 nas disputas da Primeirona, juntando-se aos demais 76 clubes que em algum momento da história participaram do torneio. Os dois jogos das finais de 2022 envolvendo Campinense e Botafogo, na qual o Campinense conquistou o bicampeonato, foram as primeiras partidas do campeonato em que houve o uso do árbitro de vídeo (AV), a partir de então o seu uso passou a ser opcional nas fases finais de cada edição do campeonato, conforme disposto pela FPF, estando ausente na decisão de 2023, envolvendo Sousa e Treze e que terminou com a vitória do Treze nos pênaltis, assegurando o seu décimo-sétimo troféu de campeão paraibano, em pleno Estádio Antônio Mariz, em Sousa; e novamente presente na decisão de 2024, em que o Sousa se sobressaiu e bateu o Botafogo nos pênaltis por 4–3, em João Pessoa, para conquistar seu terceiro título estadual.

## Campeões
| Temporada | Vencedor                        | Vice                                                    |
| --------- | ------------------------------- | ------------------------------------------------------- |
| 1908      | Parahyba FC (1)                 | Desconhecido                                            |
| 1909      | Parahyba United (1)             | Desconhecido                                            |
| 1910      | Club Atlético Parahybano (1)    | Desconhecido                                            |
| 1911      | Parahyba Sport (1)              | Desconhecido                                            |
| 1912      | Club Red Cross (1)              | Desconhecido                                            |
| 1913      | América Foot Club (1)           | Desconhecido                                            |
| 1914      | Brasil Foot Club (1)            | Desconhecido                                            |
| 1915      | Cabo Branco (1)                 | Desconhecido                                            |
| 1916      | Brasil Foot Club (2)            | Desconhecido                                            |
| 1917      | Colégio Pio X (1)               | Desconhecido                                            |
| 1918      | Cabo Branco (2)                 | Desconhecido                                            |
| 1919      | Palmeiras SC (1)                | Cabo Branco                                             |
| 1920      | Cabo Branco (3)                 | São Paulo Football Club                                 |
| 1921      | Palmeiras SC (2)                | Cabo Branco                                             |
| 1922      | Pytaguares FBC (1)              | Desconhecido                                            |
| 1923      | América Foot Club (2)           | Cabo Branco                                             |
| 1924      | Cabo Branco (4)                 | Desconhecido                                            |
| 1925      | América Foot Club (3)           | Cabo Branco                                             |
| 1926      | Cabo Branco (5)                 | Desconhecido                                            |
| 1927      | Cabo Branco (6)                 | Desconhecido                                            |
| 1928      | Palmeiras SC (3)                | Cabo Branco                                             |
| 1929      | Cabo Branco (7)                 | Palmeiras SC                                            |
| 1931      | Cabo Branco (8)                 | Internacional SC                                        |
| 1932      | Cabo Branco (9)                 | Pytaguares                                              |
| 1933      | Palmeiras SC (4)                | Cabo Branco                                             |
| 1934      | Cabo Branco (10)                | Desconhecido                                            |
| 1935      | Palmeiras SC (5)                | Botafogo FC                                             |
| 1936      | Botafogo FC (1)                 | Palmeiras SC                                            |
| 1937      | Botafogo FC (2)                 | Felipeia EC                                             |
| 1938      | Botafogo FC (3)                 | Palmeiras SC                                            |
| 1939      | Auto Esporte Clube (1)          | Treze FC                                                |
| 1940      | Treze FC (1)                    | Botafogo FC                                             |
| 1941      | Treze FC (2)                    | Felipeia EC                                             |
| 1942      | Clube Astréa (1)                | Treze FC                                                |
| 1943      | Clube Astréa (2)                | Cabo Branco                                             |
| 1944      | Botafogo FC (4)                 | Delaport                                                |
| 1945      | Botafogo FC (5)                 | Felipeia EC                                             |
| 1946      | Felipeia EC (1)                 | EC União                                                |
| 1947      | Botafogo FC (6)                 | Ipiranga EC                                             |
| 1948      | Botafogo FC (7)                 | Auto Esporte Clube                                      |
| 1949      | Botafogo FC (8)                 | Auto Esporte Clube                                      |
| 1950      | Treze FC (3)                    | Botafogo FC                                             |
| 1952      | Club Red Cross (2)              | Botafogo FC                                             |
| 1953      | Botafogo FC (9)                 | Auto Esporte Clube                                      |
| 1954      | Botafogo FC (10)                | Auto Esporte Clube                                      |
| 1955      | Botafogo FC (11)                | Auto Esporte Clube                                      |
| 1956      | Auto Esporte Clube (2)          | Botafogo FC                                             |
| 1957      | Botafogo FC (12)                | Auto Esporte Clube                                      |
| 1958      | Auto Esporte Clube (3)          | Estrela do Mar EC                                       |
| 1959      | Estrela do Mar EC (1)           | Auto Esporte Clube                                      |
| 1960      | Campinense Clube (1)            | Paulistano EC                                           |
| 1961      | Campinense Clube (2)            | Treze FC                                                |
| 1962      | Campinense Clube (3)            | Treze FC                                                |
| 1963      | Campinense Clube (4)            | Treze FC                                                |
| 1964      | Campinense Clube (5)            | Treze FC                                                |
| 1965      | Campinense Clube (6)            | Botafogo FC                                             |
| 1966      | Treze FC (4)                    | Campinense Clube                                        |
| 1967      | Campinense Clube (7)            | Treze FC                                                |
| 1968      | Botafogo FC (13)                | Treze FC                                                |
| 1969      | Botafogo FC (14)                | Treze FC                                                |
| 1970      | Botafogo FC (15)                | Santos FC                                               |
| 1971      | Campinense Clube (8)            | Botafogo FC                                             |
| 1972      | Campinense Clube (9)            | Treze FC                                                |
| 1973      | Campinense Clube (10)           | Treze FC                                                |
| 1974      | Campinense Clube (11)           | Treze FC                                                |
| 1975      | Botafogo FC (16) e Treze FC (5) | Não houve, pois o Botafogo e o Treze dividiram o título |
| 1976      | Botafogo FC (17)                | Treze FC                                                |
| 1977      | Botafogo FC (18)                | Campinense Clube                                        |
| 1978      | Botafogo FC (19)                | Nacional de Patos                                       |
| 1979      | Campinense Clube (12)           | Botafogo FC                                             |
| 1980      | Campinense Clube (13)           | Botafogo FC                                             |
| 1981      | Treze FC (6)                    | Campinense Clube                                        |
| 1982      | Treze FC (7)                    | Campinense Clube                                        |
| 1983      | Treze FC (8)                    | Campinense Clube                                        |
| 1984      | Botafogo FC (20)                | Campinense Clube                                        |
| 1985      | Sem campeão                     | Sem campeão                                             |
| 1986      | Botafogo FC (21)                | Treze FC                                                |
| 1987      | Auto Esporte Clube (4)          | Botafogo FC                                             |
| 1988      | Botafogo FC (22)                | Treze FC                                                |
| 1989      | Treze FC (9)                    | Botafogo FC                                             |
| 1990      | Auto Esporte Clube (5)          | Nacional de Patos                                       |
| 1991      | Campinense Clube (14)           | Nacional de Patos                                       |
| 1992      | Auto Esporte Clube (6)          | Treze FC                                                |
| 1993      | Campinense Clube (15)           | Auto Esporte Clube                                      |
| 1994      | Sousa EC (1)                    | Atlético Cajazeirense                                   |
| 1995      | Santa Cruz REC (1)              | Sousa EC                                                |
| 1996      | Santa Cruz REC (2)              | Botafogo FC                                             |
| 1997      | Confiança EC (1)                | Botafogo FC                                             |
| 1998      | Botafogo FC (23)                | Campinense Clube                                        |
| 1999      | Botafogo FC (24)                | Treze FC                                                |
| 2000      | Treze FC (10)                   | Botafogo FC                                             |
| 2001      | Treze FC (11)                   | Botafogo FC                                             |
| 2002      | Atlético Cajazeirense (1)       | Botafogo FC                                             |
| 2003      | Botafogo FC (25)                | Atlético Cajazeirense                                   |
| 2004      | Campinense Clube (16)           | Treze FC                                                |
| 2005      | Treze FC (12)                   | Nacional de Patos                                       |
| 2006      | Treze FC (13)                   | Botafogo FC                                             |
| 2007      | Nacional de Patos (1)           | Atlético Cajazeirense                                   |
| 2008      | Campinense Clube (17)           | Treze FC                                                |
| 2009      | Sousa EC (2)                    | Treze FC                                                |
| 2010      | Treze FC (14)                   | Botafogo FC                                             |
| 2011      | Treze FC (15)                   | CSP                                                     |
| 2012      | Campinense Clube (18)           | Sousa EC                                                |
| 2013      | Botafogo FC (26)                | Treze FC                                                |
| 2014      | Botafogo FC (27)                | Campinense Clube                                        |
| 2015      | Campinense Clube (19)           | Botafogo FC                                             |
| 2016      | Campinense Clube (20)           | Botafogo FC                                             |
| 2017      | Botafogo FC (28)                | Treze FC                                                |
| 2018      | Botafogo FC (29)                | Campinense Clube                                        |
| 2019      | Botafogo FC (30)                | Campinense Clube                                        |
| 2020      | Treze FC (16)                   | Campinense Clube                                        |
| 2021      | Campinense Clube (21)           | Sousa EC                                                |
| 2022      | Campinense Clube (22)           | Botafogo FC                                             |
| 2023      | Treze FC (17)                   | Sousa EC                                                |
| 2024      | Sousa EC (3)                    | Botafogo FC                                             |
| 2025      | Sousa EC (4)                    | Botafogo FC                                             |

## Transmissão
No decorer dos anos, diversas redes de rádio e televisão transmitiram em algum momento parte ou a temporada completa do Campeonato Paraibano, no caso das TVs a transmissão já ocorreu tanto na TV aberta quanto na TV fechada e nos últimos anos, o campeonato contou também com transmissão via internet, seja em gratuito ou no modelo pay-per-view, tornando-se mais uma opção para os que buscam consumir o conteúdo dos jogos. A primeira transmissão em TV aberta de uma partida do estadual ocorreu em 26 de novembro de 1980, quando a TV Borborema transmitiu a final do campeonato daquele ano entre Campinense e Botafogo, cuja partida ocorreu no Estádio Amigão, em Campina Grande.
Os principais meios de comunicação televisivos da Paraíba transmitiram em algum momento alguma edição do Campeonato, a exemplo da TV Correio que chegou a transmitir algumas partidas durante três temporadas no final da década de 1990, cobrindo também as temporadas de 2007 até 2010. A TV Esporte Interativo transmitiu para todo o país através do canal Esporte Interativo Nordeste e algumas partidas pelo sinal aberto do E+I, com contrato válido por 10 temporadas. O canal fechado TV Assembleia, também chegou a transmitir o Campeonato Paraibano com a cobertura de parte das edições de 2005 e 2006,
já em 2019 e 2020 as afiliadas do SBT na Paraíba fizeram a transmissão do campeonato, cobrindo as finais de ambas as edições.
As primeiras transmissões das afiliadas da TV Globo no estado (TV Paraíba e TV Cabo Branco) remontam às finais de 1988, tendo o canal voltado a cobrir o Campeonato Paraibano no ano 2020, por meio do portal do Globo Esporte Paraíba, passando depois para o streaming do Jornal da Paraíba, com as finais de 2021 e 2023 também na TV aberta e mais recentemente na edição de 2024 ganhando espaço na grade do canal, ao ser transmitindo um jogo por rodada desde a primeira fase até a final, ocupando as tardes de sábado, entre janeiro e abril, exceto em partidas do Botafogo, que negociou o direito de transmissão de seus jogos à TV Arapuan, filiada da Band na capital do estado. Os principais programas esportivos na TV do estado, como o Globo Esporte Paraíba (TV Cabo Branco e TV Paraíba) e o Correio Esporte (TV Correio), costumam dar bastante visibilidade ao Campeonato, chegando a ocupar por volta de 60% de seu tempo com reportagens e entrevistas relacionadas ao torneio.

## Formato
Um total de 10 clubes disputam atualmente a Primeira Divisão do Campeonato Paraibano, definidos pelos 8 mais bem colocados da edição anterior mais os dois finalistas da Segunda Divisão também da temporada do anterior, sendo disputado em 13 datas, num modelo que vem se replicando desde os anos 2000, com poucas alterações. A temporada geralmente inicia-se em meados de janeiro, com a primeira fase observando cada uma das equipes jogando contra os outros rivais uma única vez (sistema de todos contra todos simples) totalizando nove partidas, sendo que as cinco equipes melhores colocadas no ano anterior possuem cinco mandos de campo, contra quatro mandos para as demais equipes.
|  | Semifinais | Semifinais | Semifinais |  |  | Final | Final | Final |
|  |            |            |            |  |  |       |       |       |
|  | 1          |            |            |  |  |       |       |       |
|  | 4          |            |            |  |  |       |       |       |
|  |            |            |            |  |  |       |       |       |
|  |            |            |            |  |  |       |       |       |
|  | 2          |            |            |  |  |       |       |       |
|  | 3          |            |            |  |  |       |       |       |

A classificação final da primeira fase define as quatro equipes que classificam-se para a segunda fase, que serão as quatro com melhor classificação, ao passo que as duas equipes com menor pontuação serão rebaixadas. As equipes são classificadas pelo total de pontos, depois pelo saldo de gols e, por fim, pelos gols marcados, se ainda estiverem iguais, considerar-se-ão como critérios de desempate o maior número de vitórias, maior saldo de gols, maior número de gols a favor, menor número de cartões vermelhos recebidos e menor número de cartões amarelos recebidos e por fim, sorteio.
A fase final do torneio consiste em um sistema de cruzamento olímpico, no qual o 1 º colocado enfrenta o 4 º e o 2 º enfrenta o 3 º, com jogos de ida e volta e mando de campo final para a equipe com maior pontuação na tabela da primeira fase, os vencedores dessa fase avançam para a final, que definirá a classificação final do campeonato. Em caso de igualdade no somatórios das duas partidas, tanto na fase final quanto na fase semifinal, a disputa irá direto para as penalidades máximas, sem prorrogação.

### Classificação para torneios da CBF
A fase final do Campeonato Paraibano serve para conhecer o campeão e as equipes classificadas para os torneios organizados pela CBF, cabendo aos clubes campeão e vice vagas asseguradas na Série D do Campeonato Brasileiro, exceto se já estiverem garantidos em uma das quatro divisões nacionais do Campeonato Brasileiro, nesse caso, a vaga no Brasileiro da Série D passará para a próxima equipe melhor posicionada na classificação final do Campeonato e assim, sucessivamente. Os clubes campeão e vice-campeão terão vagas asseguradas também na Copa do Brasil do ano seguinte, exceto se já obtido a vaga via outros certames, já o clube vencedor terá vaga assegurada na fase de grupos Copa do Nordeste do ano posterior, bem como vaga na fase prévia garantida ao clube vice-campeão.
| Posição | Posição  | Federação           | Pontos  | Pontos   | Vagas em Copas ou Série D | Vagas em Copas ou Série D | Vagas em Copas ou Série D | Vagas em Copas ou Série D |
| Em 2024 | Variação | Federação           | Em 2024 | Variação | CB                        | CN                        | CV                        | BSD                       |
| ------- | -------- | ------------------- | ------- | -------- | ------------------------- | ------------------------- | ------------------------- | ------------------------- |
| 14      | Estável  | Maranhão            | 7.389   | (562)    | 3                         | 3                         | —                         | 2                         |
| 15      | Estável  | Rio Grande do Norte | 6.663   | (850)    | 2                         | 3                         | —                         | 2                         |
| 16      | Estável  | Paraíba             | 5.631   | (52)     | 2                         | 3                         | —                         | 2                         |
| 17      | (1)      | Amazonas            | 5.279   | (1.138)  | 2                         | —                         | 2                         | 2                         |
| 18      | (1)      | Sergipe             | 4.716   | (181)    | 2                         | 2                         | —                         | 2                         |

## Estádios

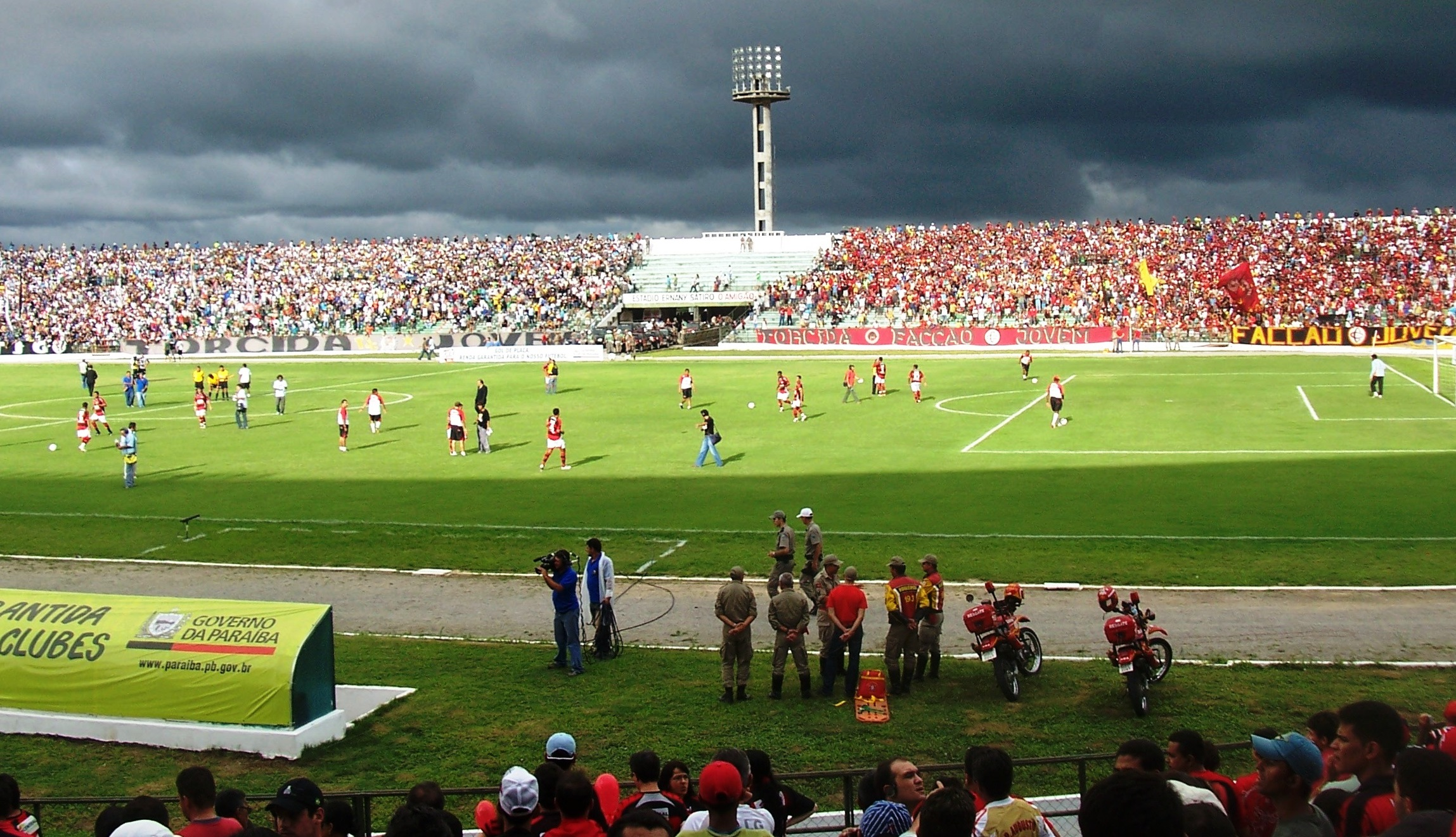
Estádio Amigão, em Campina Grande

No decurso dos mais de cem anos de história o Campeonato Paraibano disputou partidas em diversos campos e estádios, no início da história do torneio os campos eram improvisados e pequenos e alguns dos quais já foram até desativados ou demolidos, ao passo que a modernização e busca por conforto e segurança tem restringido cada vez mais a quantidade de estádios possíveis para a realização dos jogos da Primeira Divisão, dessa maneira, estádios pequenos e com infraestrutura inadequada acabam sendo vetados total ou parcialmente para a realização de jogos. Com a restrição a estádios considerados inadequados, na edição de 2024, alguns acabaram acumulando jogos de mais de um clube e até mesmo de clubes de outra cidade, sendo que apenas os cinco estádios listados abaixo foram liberados para a prática de jogos:
- João Pessoa – Estádio José Américo de Almeida Filho, capacidade 20 000;[58]
- Campina Grande – Estádio Governador Ernani Sátyro, capacidade 20 000;[58]
- Sousa – Estádio Municipal Governador Antônio Mariz, capacidade 12 000;[58]
- Cajazeiras – Estádio Perpétuo Corrêa Lima, capacidade 10 000;[58] e
- Patos – Estádio José Cavalcanti, capacidade 8 000.[58]

## Goleadas
Existe no Campeonato Paraibano o registro de 21 partidas com o placar igual ou superior a 10 gols de diferença para o clube vencedor, placares elásticos com dez gols de diferença ou mais não são tão comuns no futebol, por tal motivo, essas goleadas costumam ser lembradas não somente pelos torcedores dos clubes envolvidos na partida em questão, mas também marcando para sempre a história do campeonato. A lista abaixo apresenta as cinco maiores goleadas já ocorridas na história do Campeonato Paraibano de Futebol.
| 1932 |  | Cabo Branco | 20–0 | Miramar | João Pessoa |

| 1 de junho de 1941 |  | Botafogo-PB | 16–1 | Sport Club | Av. 1.º de maio, João Pessoa |

| 24 de agosto de 1941 |  | Sport Club | 0–15 | Treze | João Pessoa |

| 18 de maio de 1944 |  | Dolaport | 13–0 | Palmeiras | João Pessoa |

| 11 de abril de 1979 |  | Treze | 13–0 | Nacional de Cabedelo | Campina Grande |

## Artilheiros
A partida envolvendo Treze e Nacional de Cabedelo, em 11 de abril de 1979 entrou para a história não somente por ter sido uma das maiores goleadas da história do torneio, mas também pela quantidade de gols marcados por um único jogador - Adelino - que, ao marcar 8 gols na vitória do Treze por 13–0, igualou a marca de Pelé que também marcou oito gols em uma única partida e, ao final daquela temporada, iria consagrar-se como artilheiro do torneio, ao registrar 19 tentos no campeonato. As anotações de artilharias em cada edição de Campeonato se perdeu com o tempo e o registro desses dados só começa a ocorer a partir de 1948, anterior a isso, observa-se que somente em três ocasiões conhece-se o goleador da temporada.
Anota-se a Dentinho a maior artilharia de uma única edição do campeonato, quando balançou a rede por 42 vezes em 1983, atuando pelo Botafogo de João Pessoa, que é justamente o clube a ter mais goleadores por temporada ao longo da história e se tornando o terceiro maior artilheiro de uma temporada de campeonato estadual a nível nacional, sendo superado apenas por Pelé, do Santos, que fez 58 gols no Paulista de 1958; e Ninão, que, pelo Cruzeiro marcou 43 gols no Campeonato Mineiro de Futebol de 1928. Por outro lado, Delgado foi o jogador que mais vezes foi o principal goleador do campeonato, estando à frente dos demais concorrentes de artilharia em quatro oportunidades: em 1954 pelo Botafogo e 1956, 1957 e 1958, quando atuou pelo Auto Esporte, já Edmundo foi o único atleta a ser artilheiro por três vezes em três diferentes clubes, sendo a primeira vez em 2007 jogando pelo Nacional de Patos; depois em 2009 quanto atuava pelo Sousa; e em 2010 defendendo a camisa do Botafogo.
| Maiores artilheiros (1938–1940 e 1948–) | Maiores artilheiros (1938–1940 e 1948–) | Maiores artilheiros (1938–1940 e 1948–) |
| Gols                                    | Atleta (clube)                          | Temporada                               |
| --------------------------------------- | --------------------------------------- | --------------------------------------- |
| 42                                      | Dentinho (Botafogo)                     | 1983                                    |
| 40                                      | Roberto Michelle (Sousa)                | 1995                                    |
| 35                                      | Rocha (Treze)                           | 1989                                    |
| 35                                      | Aguinaldo (Botafogo)                    | 1992                                    |
| 35                                      | Marcos Pitombinha (Treze)               | 1993                                    |
| 30                                      | Joãozinho Paulista (Treze)              | 1981                                    |
| 26                                      | Missinho (Botafogo)                     | 1994                                    |
| 24                                      | Marcelo Santos (Botafogo)               | 1998                                    |
| 24                                      | Edmundo (Botafogo)                      | 2010                                    |
| 22                                      | Três jogadores (três clubes)            | 1977, 1982, 2012                        |

| Artilheiros (últimas 10 temporadas) | Artilheiros (últimas 10 temporadas) | Artilheiros (últimas 10 temporadas) |
| Gols                                | Atleta (clube)                      | Temporada                           |
| ----------------------------------- | ----------------------------------- | ----------------------------------- |
| 15                                  | Rafael Oliveira (Botafogo)          | 2015                                |
| 9                                   | Rodrigão (Campinense)               | 2016                                |
| 16                                  | Rafael Oliveira (Botafogo)          | 2017                                |
| 9                                   | Nando (Botafogo)                    | 2018                                |
| 7                                   | Clayton (Botafogo)                  | 2019                                |
| 9                                   | Rafael Ibiapino (Campinense)        | 2020                                |
| 5                                   | Birungueta (Treze)                  | 2021                                |
| 9                                   | Olávio (Campinense)                 | 2022                                |
| 5                                   | Luiz Henrique (Sousa)               | 2023                                |
| 5                                   | Diego Ceará (Sousa)                 | 2024                                |
| 6                                   | Diego Ceará (Sousa)                 | 2025                                |

## Títulos
| Clube                 | Títulos | Anos dos títulos | Vices | Anos dos vices |
| --------------------- | ------- | --- | ----- | --- |
| Botafogo-PB           | 30      | 1936, 1937, 1938, 1944, 1945, 1947, 1948, 1949, 1953, 1954, 1955, 1957, 1968, 1969, 1970, 1975, 1976, 1977, 1978, 1984, 1986, 1988, 1998, 1999, 2003, 2013, 2014, 2017, 2018, 2019 | 22    | 1935, 1940, 1950, 1952, 1956, 1965, 1971, 1979, 1980, 1987, 1996, 1997, 2000, 2001, 2002, 2006, 2010, 2015, 2016, 2022, 2024, 2025 |
| Campinense            | 22      | 1960, 1961, 1962, 1963, 1964, 1965, 1967, 1971, 1972, 1973, 1974, 1979, 1980, 1991, 1993, 2004, 2008, 2012, 2015, 2016, 2021, 2022                                                 | 11    | 1966, 1977, 1981, 1982, 1983, 1984, 1998, 2014, 2018, 2019, 2020                                                                   |
| Treze                 | 17      | 1940, 1941, 1950, 1966, 1975, 1981, 1982, 1983, 1989, 2000, 2001, 2005, 2006, 2010, 2011, 2020, 2023                                                                               | 21    | 1939, 1942, 1961, 1962, 1963, 1964, 1967, 1968, 1969, 1972, 1973, 1974, 1986, 1988, 1992, 1999, 2004, 2008, 2009, 2013, 2017       |
| Cabo Branco           | 10      | 1915, 1918, 1920, 1924, 1926, 1927, 1929, 1931, 1932, 1934 | 7     | 1919, 1921, 1923, 1925, 1928, 1933, 1943                                                                                           |
| Auto Esporte-PB       | 6       | 1939, 1956, 1958, 1987, 1990, 1992 | 8     | 1948, 1949, 1953, 1954, 1955, 1957, 1959, 1993                                                                                     |
| Palmeiras             | 5       | 1919, 1921, 1928, 1933, 1935 | 3     | 1929, 1936, 1938 |
| Sousa                 | 4       | 1994, 2009, 2024, 2025 | 4     | 1995, 2012, 2021, 2023 |
| América               | 3       | 1913, 1923, 1925 | 0     | |
| Brasil                | 2       | 1914, 1916 | 0     | |
| Astréa                | 2       | 1942, 1943 | 0     | |
| Red Cross             | 2       | 1912, 1952 | 0     | |
| Santa Cruz            | 2       | 1995, 1996 | 0     | |
| Nacional              | 1       | 2007 | 5     | 1978, 1989, 1990, 1991, 2005 |
| Atlético Cajazeirense | 1       | 2002 | 3     | 1994, 2003, 2007 |
| Felipeia              | 1       | 1946 | 3     | 1937, 1941, 1945 |
| Estrela do Mar        | 1       | 1959 | 1     | 1958 |
| Parahyba FC           | 1       | 1908 | 0     | |
| Parahyba United       | 1       | 1909 | 0     | |
| Parahybano            | 1       | 1910 | 0     | |
| Colégio Pio X         | 1       | 1917 | 0     | |
| Pytaguares            | 1       | 1922 | 0     | |
| Confiança             | 1       | 1997 | 0     | |

Em negrito estão os times em atividade

### Títulos por cidade
| Cidade         | Títulos | Clubes | Campeões (títulos) |
| -------------- | ------- | ------ | --- |
| João Pessoa    | 66      | 15     | Botafogo (30), Cabo Branco (10), Auto Esporte (6), Palmeiras (5), América (2), Astréa (2), Brasil (2), Red Cross (2), Colégio Pio X (1), Estrela do Mar (1), Parahyba (1), Parahyba United (1), Parahybano (1), Pytaguares (1) |
| Campina Grande | 39      | 2      | Campinense (22), Treze (17) |
| Sousa          | 4       | 1      | Sousa (4) |
| Santa Rita     | 2       | 1      | Santa Cruz (2) |
| Patos          | 1       | 1      | Nacional de Patos (1) |
| Cajazeiras     | 1       | 1      | Atlético Cajazeirense (1) |
| Sapé           | 1       | 1      | Confiança de Sapé (1) |
| Bayeux         | 1       | 1      | Felipeia (1) |

## Títulos consecutivos
| Hexacampeão  | Campinense (1960-65) |
| Pentacampeão | Campinense (1971-1975)(*) |
| Tetracampeão | Botafogo (1975-78) \| Campinense (1971-74) |
| Tricampeão   | Botafogo: (1936-38, 1947-49, 1953-55, 1968-70 e 2017-19) \| Treze: (1981-83) |
| Bicampeão    | Treze: (1940-41, 2000-01, 2005-06 e 2010-11) Campinense: (1979-80, 2015-16 e 2021-22) Botafogo: (1944-45, 1998-99 e 2013-14) Cabo Branco:(1926-27 e 1931-32) Astrea: (1942-43) Santa Cruz-PB: (1995-96) Sousa: (2024-25) |

(*) O STJD reconheceu o título paraibano do Campinense em 1975, mas a Federação Paraibana de futebol ainda não.